# Buick
Б'юїк (англ. Buick, в старих джерелах — «Бюік») — американський виробник автомобілів, відділення корпорації General Motors.

## Історія
- 1902 — Девід Данбар Б'юїк заснував в американському місті Флінт, штат Мічиган, автомобілебудівну компанію Buick Motor Car Company.
- 1903 — випуск першого автомобіля, сконструйованого засновником.
- 1904 — керуючим компанії стає Вільям К. Дюрант, випущена нова модель В з двоциліндровим двигуном.
- 1908 — приєднується до General Motors. Було продано близько 8000 автомобілів цієї марки.
- 1914 — з'явився перший 6-циліндровий Buick.
- 1925 — розпочато використання 6-циліндрових двигунів на всіх автомобілях.
- 1931 — на всіх машинах використовуються 8-циліндрові рядні двигуни. З'являються нові сімейства автомобілів Special, Century, Roadmaster і Limited.
- 1934 — незалежна пружинна підвіска передніх коліс.
- 1936 — дискові колеса, замість спицевих і V-подібне лобове скло, замість плоских.
- 1938 — пружинна підвіска задньої осі, замість ресорної.
- 1939 — випущений найдовший і престижний Buick — восьмимісний лімузин серії Limited, модель 39-90L.
- 1940 — була введена додаткова п'ята серія (50, вона ж Супер).
- 1948 — випуск нової моделі Roadmaster. Вперше на «Б'юік» з'являється АКПП (опціонально, тільки Roadmaster).
- 1949 — гнуте вітрове скло замість V-подібного.
- 1953 — створена модель Skylark. Створена нова V-подібна «вісімка» потужністю 164 к.с. для серії Супер і 188 к.с. — Для серії Roadmaster. Напруга бортової електромережі 12 В замість колишніх 6 В.
- 1979 — розпочато випуск компактних автомобілів сімейства Skylark. Після чого з інтервалом в рік виходять моделі Century і Skyhawk.
- 1984 — випуск моделі Riviera Coupe. Перший показ моделі Park Avenue.
- 1987 — відбувся показ моделі Regal в Лос-Анджелесі.
- 1992 — випуск нового покоління моделі Le Sabre.
- 1997 — почався випуск нового покоління моделі Century.
- 1998 — відбулася презентація моделі Signia.
- 1998 — відділення Buick концерну General Motors виробляє відносно недорогі однотипні, повнорозмірні передньопривідні автомобілі середнього класу для американського ринку.

## Історичні моделі
- Buick Roadmaster (1936—1958, 1991—1996)
- Buick Limited (1936—1942, 1958)
- Buick Special (1936—1958, 1961—1969)
- Buick Century (1936—1942, 1954—1958, 1973—2005)
- Buick Super (1940—1958)
- Buick Eight
- Buick Skylark (1953—1954, 1961—1972, 1975—1998)
- Buick Electra (1959—1990)
- Buick Invicta (1959—1964)
- Buick LeSabre (1959—2005)
- Buick Riviera (1963—1999)
- Buick Wildcat (1963—1970)
- Buick Sport Wagon (1964—1971)
- Buick Gran Sport (1968—1972)
- Buick Estate Wagon (1970—1983, 1985—1996)
- Buick GSX (1970—1971)
- Buick Centurion (1971—1973)
- Buick Luxus (1973—1974)
- Buick Apollo (1973—1975)
- Buick Regal (1973—2004)
- Buick Skyhawk (1975—1980, 1982—1989)
- Buick Regal Grand National (1984—1987)
- Buick Somerset (1985—1987)
- Buick Regal GNX (1987)
- Buick Reatta (1988—1991)
- Buick Park Avenue (1991—2005)
- Buick Rendezvous (2001—2007)
- Buick Rainier (2004—2007)
- Buick Terraza (2004—2007)
- Buick Caballero
- Buick Lucerne (2006—2011)

## Сучасні моделі Buick (СШАіКанада)
- Buick Enclave (2007 — н.д.)
- Buick Envision (2014 — н.д.)
- Buick Encore GX (2019 — н.д.)
- Buick Envista (2022 — н.д.)

## Нові моделі Buick (Китай)
- Buick GL8 (2005 — н.д.)
- Buick Electra E4 (2023 ― н.д.)
- Buick Electra E5 (2023 — н.д.)
- Buick Regal (2002—2005, 2008 — н.д.)
- Buick LaCrosse (2005 — н.д.)
- Buick Envision (2014 — н.д.)
- Buick Enclave (2007 — н.д.)
- Buick Verano (2011 ― н.д.)

## Прототипи
- Buick Y-Job (1938)
- 1951 Buick LeSabre (1951)
- Buick XP-300 (1951)
- Buick Wildcat I (1953)
- Buick Wildcat II (1954)
- Buick Wildcat III (1955)
- Buick Centurion Concept (1956)
- Buick Riviera Silver Arrow I (1963)
- Buick Questor (1983)
- 1985 Buick Wildcat (1985)
- 1988 Buick Lucerne (1988)
- Buick Bolero (1990)
- Buick Sceptre (1992)
- Buick XP2000 (1996)
- Buick Signia (1998)
- Buick Cielo (1999)
- 2000 Buick LaCrosse (2000)
- Buick Blackhawk (2000)
- Buick Bengal (2001)
- Buick Centieme (2003)
- Buick Velite (2004)